# اسپنسر آر. وارت

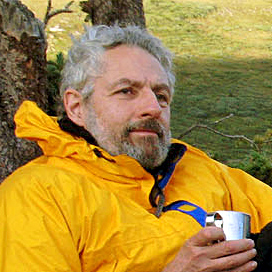

اسپنسر آر. وارت (انگلیسی: Spencer R. Weart؛ زاده ۱۹۴۲) فیزیک‌دان اهل ایالات متحده آمریکا است که در مؤسسه فیزیک آمریکا فعالیت می‌کند.